# Vučipolje (Hrvace)
Vučipolje je naselje u sastavu općine Hrvace u Zagori smješteno između 3 planine: sa sjevera Debelo Brdo, juga Svilaja i sjeveroistoka Dinara te na jugu jezero Peruča.
 
Vučipolje je selo tipičnog rasporeda za Dalmatinsku zagoru u čijem su sastavu zaseoci:
- Budići,
- Glavurdići,
- Brkljačići,
- Šarići,
- Kudrići,
- Prološčići,
- Marunice,
- Domjanovići,
- Tomići te
- Gradina kao najveći zaseok.

Naselja koja su najbliže Vučipolju su: Zasiok jugozapadno cca 1 km, Gornji Bitelić i Donji Bitelić istočno cca 5 km, Dabar zapadno cca 2 km a od većih mjesta Hrvace ujedno i središte općine južno cca 13 km, grad Sinj južno cca 21 km te grad Vrlika sjeverozapadno cca 20 km udaljenosti.
Stanovništvo sela je stopostotno hrvatske nacionalnosti i rimokatoličke vjere a u selu se nalazi crkva Svetog Ivana Krstitelja koji se u kalendarskoj godini slavi 24. lipnja te je taj svetac zaštitnik sela a još se u župi i crkvi slavi i Gospa Karmelska 16. srpnja. U župi se nalazi i kapelica Svetog Antuna Padovanskog koji se slavi 13. lipnja.
Selo se nalazi na nadmorskoj visini od nekih cca 400 do 450 m, te samim time spada pod planinske predjele. Nedaleko od sela se nalazi Peručko jezero.

## Povijest
Naselje Vučipolje se smatra trajno naseljenim negdje od kraja 14. stoljeća zbog pronalaska nekoliko stećaka na lokaciji Greblje (greb je arhaični naziv za grob) u samom selu. Premda i prijašnja naseljenost nije osporena zbog pronalaska fragmenata iz rimskog doba.
Tijekom epidemije kuge u podacima iz franjevačkom samostana u Sinju navodi se da se u selu Vučipolju zabilježeno sedam smrtnih slučajeva i to sve članova jedne obitelji kojima je fratar dao sakrament posljednje pomasti.
Selo bilježi da je za vrijeme pandemije španjolice (španjolske gripe) nije bilo dima (kuće) u kojem netko nije umro od posljedica iste. Gotovo četvrtina stanovništva sela je podlegla gripi a uzrokovala je i jedan od valova iseljavanja iz sela.
U NOB-u tijekom Drugog svjetskog rata sudjelovala su 54 stanovnika.
Tijekom 1956. godine dolazi do nacionalizacije veće površine naselja radi izgradnje HE Peruća, brane Peruća te same akumulacije jezera Peruća. Iako je veliki dio obradivih površina koji su pripadali mještanima nacionaliziran i potopljen pri punjenju akumulacijskog jezera Peruća te je veliki broj mještana sudjelovao u gradnji same brane Peruća, inicijativa da naselje dobije električnu energiju kreće tek jedanaest godina nakon puštanja hidroelektrane u pogon. Nakon inicijative 1969. godine do elektrifikacije dolazi tek 1975. godine.
Selo je 27. studenog 1990. godine stradalo zajedno s bližom okolicom od potresa i naknadnog podrhtavanja. Najjači potres je imao jakost od 5,6 stupnja po magnitudi Richterove ljestvice te VII°-VIII° intenziteta u 4:37 sati, potom je u 4:51 slijedio gotovo jednako jak potres od 5,5 stupnjeva po magnitudi sa stupnjom intenziteta od VII° a tlo se od tog prvog i drugog potresa u naknadnom podrhtavanju salijegalo još mjesec dana kroz 88 potresa koji su snagom varilali između 1,7 do 4,6 stupnjeva.
Za vrijeme Domovinskog rata, dana 17. rujna 1991., selo je napadnuto od strane JNA, srpskih pobunjenika i četnika ali i obranjeno. Hrvatska vojska 19. rujna 1991. godine morala povući zbog probijanja linije obrane južne strane jezera Peruča te je u nekoliko narednih mjeseci cijelo selo opljačkano te spaljeno gotovo do temelja. Tijekom rata selo se nalazilo na zoni razgraničenja te su iza rata ostala minirana područja kako u samom središtu tako i u okolici sela, pa je tako u selu poslije povratka stanovništva bilo stradavanja od mina i to šest smrtnih slučajeva i osam teških ranjavanja. A za vrijeme rata je u selu također bilo devet poginulih i više ranjenih hrvatskih branitelja. Selo je oslobođeno dijelom u akciji HV zvanoj Peruča te se nalazilo pod kontrolom HV ali na liniji razdvajanja a konačno oslobođenje je dočekalo u prvom danu akcije Oluja.
Nakon završetka ratnih djelovanja u selu je započeta obnova te je tijekom te obnove odlučeno da se zaseoci udaljeniji od glavne prometnice Budići, Glavurdići i Gornji Domjanovići (Brkljačići) radi lakših infrastrukturnih radova izmjeste na prostor kod naselja Marunice na samom ulazu u selo ispod Vlačina. Nakon što su kuće i gospodarski objekti izgrađeni na predviđenoj lokaciji javlja se problem legalizacije jer je država napravila objekte bez potrebite dokumentacije to jest vlasnici nisu mogli iste legalizirati.

## Stanovništvo
Broj stanovnika sela je u velikom opadanju zbog iseljavanja a jedan od razloga je izgradnja HE Peruča 1958. – 1963. čime je oduzeto polje u slivu rijeke Cetine i pritoka Dabar (Točilo) koje je bilo od velikog značaja kao plodno poljoprivredno tlo naravno poslijeratnog raseljavanja koje se najčešće "trbuhom za kruhom" u okolne gradove Sinj, Split, Slavoniju (Osijek, Đakovo, Feričanci, Slavonski Brod, Čepin, Stankovci, ...), Istru (Poreč, Vrsar, Funtana, Pula) (dana 5. rujna 2008. zabilježeno je da u Funtani živi 20-ak obitelji korijenima iz Vučipolja, Poreč 3, Pula 3, Vrsar 1, uglavnom prezimenom Liovići i Marunica) i inozemstvo u Njemačku, Austriju, Švicarsku i neke druge europske zemlje te nekoliko u SAD, Kanadu i Australiju odlazilo u nadi za boljim životom.

Općina Feričanci u razdoblju nakon Prvog Svjetskog rata a i nakon turbulentnog razdoblja izgradnje akumulacije Peruće i istoimene hidrocentrale krajem 1950-ih, biva naseljena novodošlim stanovnicima s područja Dalmatinske zagore. Naročito brojno bilo je stanovništvo iz naselja Vučipolja, Zasioka, Dabra, Donjeg Bitelića i Gornjeg Bitelića, Potravlja, Hrvaca i drugih mjesta Cetinske krajine.
Pa se tako navodi da se u Feričance u to vrijeme naselilo iz:
- Vučipolja, Zasioka i Dabra: Barišić (tri obitelji), Domjanović (šest), Liović/Lijović (osam), Marunica (četiri) i Tomić (jedna).

Naravno i zbog Domovinskog rata koji je poharao ta područja. Prema popisu iz 2001. imalo je 113 stanovnika, dok je na popisima stanovništva do 1971. godine u selu bilo popisano preko 290 stanovnika, tako da sada samo središte sela ima 30-ak ljudi, uglavnom starije životne dobi.
Zbog ugroženosti od totalnog iseljavanja država je ovo područje stavila pod "Brdsko-planinska područja" (porezne olakšice, poticaji u poljoprivredi, stočarstvu, poduzetništvu itd.) a zbog obuhvaćenosti ratnim djelovanjem i pod  "Područja od posebne državne skrbi" što je djelomično spriječilo raseljavanje i povratak dijela stanovništva.
Prema popisu stanovništva iz 2021. godine naselje Vučipolje imalo je 69 stanovnika.

### Kretanje broja stanovnika
U razdoblju od 1869. do 1921. u podacima su sadržani i upisani stanovnici naselja Zasiok jer je do 1931. iskazivano kao dio naselja.
| broj stanovnika | 248   | 536   | 301   | 361   | 358   | 294   | 664   | 253   | 390   | 415   | 361   | 293   | 207   | 174   | 113   | 107   | 69    |
|                 | 1857. | 1869. | 1880. | 1890. | 1900. | 1910. | 1921. | 1931. | 1948. | 1953. | 1961. | 1971. | 1981. | 1991. | 2001. | 2011. | 2021. |

Podaci za popis 2011. i 2021. su naknadno dodani.

## Gospodarstvo
Selo ima potencijal za izgradnju vjetroelektrana zbog bure koja izrazito jako puše na predjelu Poda. Postoji mogućnost razvoja avanturističkog, lovnog i ribolovnog turizma zbog prirodnih ljepota područja te blizine jezera.
U naselju Vučipolju djeluje poljoprivredna braniteljska zadruga koja se bavi pčelarstvom i preradom meda i pčelinjih proizvoda. Ova zadruga je uz djelomičnu pomoć iz proračuna općine obnovila objekt stare osnovne škole koja je tijekom Domovinskog rata bila uništena do neprepoznatljivosti. Zadruga koristi objekt stare škole koncesijski za svoje potrebe. Za potrebe seoskih sastanaka, predsjedničkih i stranačkih izbora i drugih javnih potreba zadruga se obavezala ustupiti dio prostorija na korištenje.
Na području naselja Vučipolje uz glavnu cestu kroz samo mjesto postoji objekt s dva zoga za balote na otvorenom, a sakriven unutar šume tako da pruža lijep ugođaj igračima. U istom objektu se nude domaći proizvodi iz OPG-a poput kravljeg sira, pršuta, domaćeg vina i drugih raznih delicija. Objekt je prava oaza za za domaće ljude kako i za turiste koji će biti srdačno dočekani od domaćina koji su među rijetkima ostali u samom selu.
U naselju Kudrići posluje jedan ugostiteljski objekt konobskog ugođaja s uređenim zogovima za balote te malim zoološkim vrtom s domaćim životinjama.
Tijekom 2016. godine najavljena je finalna faza planiranja i izvedbe projekta Vis Viva čiji se dio po izvedenom stanju trebao nalaziti na području sela. Projekt na samom području sela predviđa izgradnju podzemnog pogona reverzibilne hidroelektrane te izgradnju pomoćne akumulacije na području Ravnog Vrdova u sklopu vjetroparka na istom području. Dok bi se na suprotnoj strani jezera Peruća izgradila plinska elektrana s rasklopištem. Inicijativom građana se odustalo od projekta plinskog dijela pogona zbog ekološke komponente dok projekt reverzibilne HE se nastavio provoditi.

## Zanimljivosti

### Prezime Domjanović
U naselju Vučipolje kod stanovnika s prezimenom Domjanović postoje tri različite rodoslovne grane pod istim prezimenom te se s vremenom razvio specifičan način raspoznavanje između pojedinih rodoslovnih grana. Da bi se znalo kojoj lozi pripada pojedinac s prezimenom Domjanović članovi istih se obraćaju jedni drugima uz pridjeve:
- Domjanovići iz središnjeg dijela - Serdari,
- Domjanović iz zaselka Brkljačići -  Reizi (Kraljevi),
- Domjanović iz zaselka Brkljačići -  (O)leandri ili Olandrići
- Domjanović iz dijela naselja kod Tomića kuća - Knjezovi ili Knezovi.

Zanimljivo je da su u nedavnoj prošlosti te loze sudjelovale u nekakvoj vrsti seoskog vijeća zajedno s drugim obiteljima u selu te da su imali izabrane vođe koje su ih predstavljale na vijeću a nosili su titule kralja, kneza i olandra. Loze Reizi, Knezovi i Olandri nisu u krvnom srodstvu pa su međusobno rodbinski tek rijetki vezani.

### Filmografija i glazbenih spotovi
Na području samog naselja Vučipolje i njegovoj bližoj okolici sniman je i korišten niz kadrova za veći broj filmova i glazbenih video uradaka većinom da bi se iskoristile prirodne ljepote te i specifični krajolik za scenografiju.
Filmovi i TV serije:
- Cesta duga godinu dana 1958. film
- Winnetou i njegov prijatelj Old Firehand 1966. film
- Pitce nebeske 1989. TV serija
- Kad mrtvi zapjevaju 1998. film
- Hrvatski kraljevi 2011. TV serija

Glazbeni spotovi:
- Oliver Dragojević - Sjaj u beskraju 2002.
- Oliver Dragojević - Sve bi da za nju 2002.
- Igor Cukrov - Fali mi 2011.
- M.O.R.T. - Meni se skače 2014.
- M.O.R.T. - Na cesti 2016.

## Vanjske poveznice
- Izgradnja vjetroelektrana
- Članak o demografiji[neaktivna poveznica]